# Bibliotheca Sanctorum
La Bibliotheca Sanctorum, o Enciclopedia dei Santi, è un'opera ideata nel clima del Concilio Vaticano II, edita in collaborazione con l'Istituto Giovanni XXIII della Pontificia Università Lateranense. La stesura ha impegnato per un decennio circa 300 studiosi. La prima edizione raccoglieva 30.000 voci di santi, beati, venerabili, servi di Dio e figure bibliche dell'Antico e Nuovo Testamento.
L'opera consta di 12 volumi, più tre appendici ed un volume di indici, e di altri due volumi dedicati ai santi delle Chiese orientali.